# Yun Ok-hee
Yun Ok-hee (n. 1 martie 1985) este o arcașă ce a reprezentat Coreea de Sud, medaliată olimpică. A participat la o ediție a Jocurilor Olimpice (2008) în care a câștigat o medalie de aur și o medalie bronz.